# Steigbügelplastik
Die Steigbügelplastik (auch Stapesplastik, Stapedektomie, Stapedotomie oder Otoskleroseoperation genannt) ist ein Operationsverfahren, bei dem das kleinste Gehörknöchelchen im Mittelohr (der Steigbügel) gegen eine Prothese ausgetauscht wird.
Dies ist erforderlich bei Patienten, bei denen der Steigbügel festgewachsen ist, was meistens Folge der Otosklerose ist, einer Erkrankung, bei der sich im Mittel- und Innenohr Knochen neu bildet (otosklerotischer Herd), der den normalerweise beweglichen Steigbügel fixiert. Die Folge dieser Fixierung ist, dass der Steigbügel nicht mehr schwingungsfähig ist, eine Schallleitungsschwerhörigkeit verursacht und durch einen künstlichen Steigbügel ersetzt werden muss. Die Operation kann in örtlicher Betäubung oder in Narkose durchgeführt werden. Bei normalem Verlauf bessert sich das Gehör durch die Operation deutlich.

## Operation
Nach kleinem Schnitt am Gehörgangseingang erfolgt die Operation durch den Gehörgang mit Hilfe eines Operationsmikroskops. Das Trommelfell wird teilweise ausgelöst, wodurch die Gehörknöchelchen sichtbar werden. Mit sehr feinen Instrumenten wird der festgewachsene Steigbügel mit seiner Fußplatte entfernt (Stapedektomie) und durch eine Prothese ersetzt. Schonender ist, wenn die otosklerotisch verdickte und unbewegliche Steigbügel-Fußplatte belassen und in diese mit einem feinen Diamantbohrer ein Loch gebohrt wird, in das dann eine Stift-Prothese hineingestellt und am langen Amboßfortsatz fixiert wird (sogenannte Stapedotomie). Das Trommelfell wird dann in seine Ausgangsposition gebracht und antamponiert.

## Risiken und Komplikationsmöglichkeiten
Abrutschen des künstlichen Steigbügels mit Hörverschlechterung, Schwindel und Gleichgewichtsstörungen (meist nur vorübergehend, nur selten anhaltend), vorübergehende Geschmacksstörungen, Ohrensausen, Keloid am Hautschnitt.
Sehr selten: Hörverschlechterung bis hin zur Ertaubung des operierten Ohres, Gesichtsnervenlähmung (Fazialisparese) durch Schädigungen des Nerven bei der Operation (vorübergehend oder dauerhaft), extrem selten Hirnhautentzündung, Hirnabszess, Hirnwasserfluss.